# Norrlands lagsaga
Norrlands lagsaga var en lagsaga som omfattade landskapen i Norrland. 

## Historik
Gästrikland ingick före 1611 i Upplands lagsaga och dess föregångare (Tiundaland). Landskapen Hälsingland, Medelpad, Ångermanland och Västerbotten hade under en 1300-talet en gemensam lagbok, Hälsingelagen, men bildade inte egen lagsaga utan ingick senast från 1401 i Upplands lagsaga. 1563 utbröts dessa områden till egen lagsaga, som dock återgick några år senare. 1611 bildades så Norrlands lagsaga dit områdena i Norrland, inklusive Gästrikland, fördes. Jämtland och Härjedalen fördes också dit efter att de införlivats i Sverige 1645. Norrland indelades från 1671, som övriga landet, i tingslag (och domsagor) med var sin häradsrätt. 
I perioden 1718–1719 var lagsagan uppdelad i åtta: Gästrike läns läns lagsaga, Hälsinge läns lagsaga, Medelpads läns lagsaga, Jämtlands läns lagsaga, Härjedalens läns lagsaga, Ångermanlands läns lagsaga, Umeå läns lagsaga och Torneå läns lagsaga.  Efter återläggningen började lagsagan benämnas Västernorrlands och Västerbottens lagsaga. 1720 delades lagsagan i två: Västernorrlands lagsaga (för Gästrikland, Hälsingland, Medelpad, Jämtland och Härjdedalen) Ångermanlands och Västerbottens lagsaga (för övriga landskap). Under en kort period 1762–1780 fanns det sedan en egen lagsaga för lappmarken, Lappmarkens lagsaga. 
Dessa lagsagor avskaffades sedan, samtidigt med alla andra lagsagor, 31 december 1849.

## Lagmän
Norrlands lagsaga
- Anders Sigfridsson 1563–1568
- Axel Oxenstierna 1611–1654
- Erik Axelsson Oxenstierna 1654–1656
- Erik Stenbock 1657–1659
- Gustaf Otto Stenbock 1660–1680
- Carl Larsson Sparre 1681–1691
- Jakob Bure 1691–1698
- Johan Adlerström 1698–1718,1719–1720

Lappmarkens lagsaga
- Lars Qvist 1762–1780